# Râul Taro

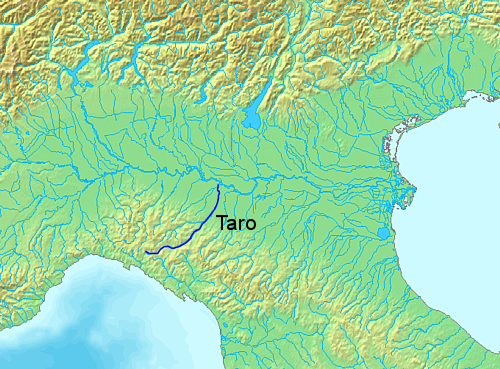

Taro (Latină Tarus) este un râu cu lungimea de 126 km în nordul Italiei, afluentul râului Pad. Curge de-a lungul aproape a întregei provinciei Parma, vestul orașului Parma.

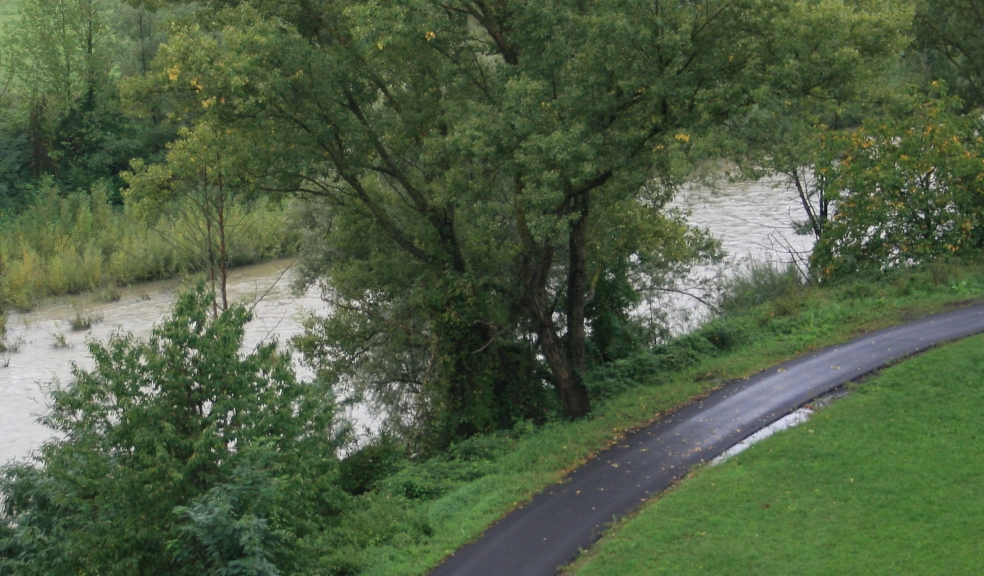